# Santa Cristina d'Aspromonte
Santa Cristina d'Aspromonte là một đô thị ở tỉnh Reggio Calabria trong vùng Calabria, Ý, có cự ly khoảng 90 km về phía tây nam của Catanzaro và khoảng 30 km về phía đông bắc của Reggio Calabria. Tại thời điểm ngày 31 tháng 12 năm 2004, đô thị này có dân số 1.086 người và diện tích là 23,1 km².
Santa Cristina d'Aspromonte giáp các đô thị: Careri, Cosoleto, Oppido Mamertina, Platì, San Luca, Scido.